# ホームパーティー
ホームパーティー (和製英語：Home party) は、自宅に客を招いて行うパーティー。英語では "House party" と言う。
自宅で行うパーティーには日本と欧米で文化的な違いがあるが、欧米でも日本のホームパーティーと同じような形態のパーティーも存在する。またその逆に、日本の富裕層が欧米のような本格的パーティーを自宅で催すこともある。

## 日本におけるパーティー

### 特徴
日本では、ホームパーティーとは一般的に気心の知れた人たちを自宅に招いて楽しむパーティーをいう。自宅に複数の友人や知人、会社の同僚などを招いて酒食を提供、鍋料理やバーベキューなどでもてなす。
自宅で行う鍋パーティー、たこ焼きパーティーから、自宅ではなくパーティールームなどを借り切ってのラグジュアリーなパーティーも含め、個人が主催して行うパーティーをまとめて「ホームパーティー」と呼ぶ習慣が確立し、略して「ホムパ」と呼ばれることもある。
ホームパーティーの普及を趣旨とした団体として、一般社団法人日本ホームパーティー協会が設立され、ホームパーティー検定取得講座を開設している。

### スタイル
ポットラック (potluck) スタイル
もともとは「ありあわせの料理」を指す言葉。料理や飲料などをパーティーの参加メンバーが一品ずつ持ち寄る気軽なパーティーを「ポットラックパーティー」と呼ぶ。略して単に「ポットラック」とも呼ばれる。ホストに負担がかかりすぎないスタイルである。
ケータリングスタイル
プロのシェフや調理人を呼ぶケータリングサービスを利用して、自宅で本格的な店の味を楽しむスタイル。食材だけでなく容器の準備もする業者もあり、電話1本、ネット注文の1クリックでホームパーティーが全て準備ができるなど選択肢は増えてきている。
バーベキュースタイル
庭やベランダなどでバーベキューを行い、開放的な雰囲気を楽しむ。その場で料理を作るためホスト側の負担の軽減にもつながる。一般的にはグリル料理だけでなく料理の幅を楽しむため、ポットラックスタイルと合わせて行われる。
鍋スタイル
「鍋パーティー」などとも呼ばれる。日本の食卓での定番「寄せ鍋」「すき焼き」などを囲んで、参加者が鍋料理を楽しむことがメインのパーティー。近年は「アクアパッツア」「チーズフォンデュ」「アヒージョ」といった海外の鍋料理を取り入れることも多い。
たこパ
参加者が多彩な具を持ち寄り、たこ焼きを焼いて楽しむパーティー。

## 欧米におけるパーティー

コロラド州でのホームパーティー

欧米文化では、レストランなどではなく自宅に客を招待することは最上のもてなしと考えられている。そのため日本でいうホームパーティーと異なり、儀礼的かつ社交的な要素が強い形態のものも多い。欧米では客をもてなすために専門のウェイターを招いてパーティーを開くことも一般的である。
欧米では、自宅に招いたり招かれたりすることは信頼関係を深める機会であり、家庭にゲストを招くことは自分たちの趣味趣向やライフスタイルを知ってもらう機会と捉えられている。このようなフォーマルなパーティーでは招待状も作成され、日時やパーティーの種類（ランチ、ディナー、カクテルパーティーなど）のほか、ドレスコードがある場合はそれも記載される。